# Hans-Joachim Barkenings
Hans-Joachim „Hajo“ Barkenings (* 9. Oktober 1933 in Rastenburg; † 7. Juni 2016 in Duisburg) war ein deutscher evangelischer Pfarrer, Theologe, Schriftsteller und Lyriker.

## Leben
Hans-Joachim Barkenings wurde am 9. Oktober 1933 im ostpreußischen Rastenburg, dem heutigen Kętrzyn, geboren. Die Familie hatte zwei Söhne. Nach Vertreibung und Flucht siedelte sich die Familie im Jahr 1945 in Mönchengladbach an. Im Jahr 1954 legte Barkenings sein Abitur ab und schloss anschließend ein Studium der evangelischen Theologie an der Kirchlichen Hochschule Wuppertal und der Universität Göttingen an. Während des Studiums lernte er seine Frau kennen, die aus Ruhrort stammte. Er wurde vor allem durch den reformierten Dogmatiker Otto Weber geprägt, mit dem gemeinsam er 1963 Johannes Calvins Auslegung der kleinen Paulinischen Briefe herausgab.
Nach dem Ende des Studiums nahm Barkenings eine Pfarrstelle im Duisburger Stadtteil Hüttenheim an. 1973 übernahm er die Stelle des Hochschulpfarrers für die evangelische Studierendengemeinde der Gerhard-Mercator-Universität Duisburg. Diese Stelle hatte er bis zu seiner Emeritierung im Jahr 1998 inne. Daneben war er von 1989 bis 1997 Mitglied der Kirchenleitung der Evangelischen Kirche im Rheinland und Mitglied in der Synode der EKD. Präses Manfred Rekowski hob in seinem Nachruf hervor, dass Barkenings „maßgeblich an der Entstehung des rheinischen Synodalbeschlusses zur Erneuerung des christlich-jüdischen Verhältnisses“ beteiligt war.
Barkenings tat sich mit einer Vielzahl von Vorträgen, Aufsätzen, Lesungen und Predigten sowie literarischen Texten hervor. Hans-Joachim Barkenings starb am 7. Juni 2016 in Duisburg.

## Werke (Auswahl)
Hans-Joachim Barkenings veröffentlichte eine Vielzahl an theologischen Aufsätzen in der Zeitschrift für Religions- und Geistesgeschichte, ebenso in den Zeitschriften Evangelische Theologie und Kirche und Israel. Sein Engagement umfasste dabei vor allem die Erinnerung an die Verbrechen des Nationalsozialismus. Daneben thematisierte er immer wieder auch das Verhältnis zu Israel. In den 1980er Jahren war Barkenings Mitglied des Duisburger Autorenquartetts „Der harte Kern“, zu dem auch die Schriftstellerin Sigrid Kruse, die Lyrikerin Elke Oertgen-Twiehaus und der Maler und Objektkünstler Chinmayo gehörten. 
- In der Kürze liegt die Bitternis. Duisburg 1979.
- Nicht Ziel und nicht Zufall. Rainer Maria Rilke in Soglio. Calanda-Verlag, Chur 1984, ISBN 3-905-26003-4.
- mit  Edna Brocke (Hrsg.): Wer Tora vermehrt, mehrt Leben. Festgabe für Heinz Kremers zum 60. Geburtstag. Neukirchener Verlag, Neukirchen-Vluyn 1986.
- Die Organisation des Judenmordes auf der Wannseekonferenz 1942. Tagung 20.–21. Januar 1987 (= Begegnungen Bd. 87,2). Evangelische Akademie, Mülheim an der Ruhr 1987, ISBN 3-926-18801-4.
- Wißt ihr nicht, welches Geistes Kinder ihr seid? (= Montagsgespräch 13). Duisburg 1987.
- mit Uwe F. W. Bauer (Hrsg.): „Unter dem Fußboden ein Tropfen Wahrheit“. Festschrift für Johann Michael Schmidt zum 65jährigen Geburtstag. Presseverband der Evang. Kirche im Rheinland, Düsseldorf 2000, ISBN 978-3-87645-093-3.
- posthum: Okko Herlyn (Hrsg.): ein lächeln. eine angst. Auswahl aus den poetischen Texten von Hans-Joachim Barkenings. Mercator-Verlag, Duisburg 2018, ISBN 978-3-496-89520-6.